# Літинка
Літи́нка — село в Україні, у Літинській селищній громаді Вінницького району Вінницької області. Населення становить 759 осіб.

## Історія
12 червня 2020 року, відповідно до Розпорядження Кабінету Міністрів України № 707-р «Про визначення адміністративних центрів та затвердження територій територіальних громад Вінницької області», увійшло до складу Літинської селищної громади.
19 липня 2020 року, в результаті адміністративно-територіальної реформи та ліквідації Літинського району, село увійшло до складу Вінницького району.

## Географія
Селом протікає річка Бугор, яка у Літині впадає у Згар, праву притоку Південного Бугу.

## Населення
Згідно з переписом УРСР 1989 року чисельність наявного населення села становила 848 осіб, з яких 343 чоловіки та 505 жінок.
За переписом населення України 2001 року в селі мешкали 752 особи.

### Мова
Розподіл населення за рідною мовою за даними перепису 2001 року:
| Мова       | Відсоток |
| ---------- | -------- |
| українська | 99,21 %  |
| російська  | 0,79 %   |